# 台灣製造
台灣製造（Made in Taiwan，縮寫：MiT）是表示產品在台灣製造的生產地標籤。隨著台灣經濟持續快速成長，許多產品上面開始有台灣製造的標籤，從1960年代的紡織品、塑膠玩具及腳踏車，到1990年代的筆記電腦及電腦晶片，根據2006年的資料，世界上80%以上的筆記電腦是台灣製造。
中华民国经济部在2010年時推動「臺灣製MIT微笑產品驗證制度」，是有關台灣製造產品的驗證制度，產品項目包括成衣、毛巾、傘類、玩具等產品。
台灣製造的商品中有不少著名品牌，在汽車業中有納智捷汽車、電腦及電子產業包括宏碁、華碩、台灣國際航電。廣達電腦在OLPC（一童一電腦）的專案中，提供了數以百萬計的台灣製造電腦。

## 流行文化
動畫電影《玩具總動員》的角色巴斯光年在一絕望之時撕開手臂的指針貼紙，看見「Made in Taiwan」（台灣製造）字樣時，首次意識到他只不過是一個玩具，並且開始接受現實。
電影《世界末日》中出現俄國太空人在檢修裝置時拿鐵鎚敲打，並說了「零件、美國零件、俄羅斯零件，都是台灣製造！（英語：Components, American components, Russian components, all made in Taiwan!）」